# Чартерс, Харвей
Харви Бласфорд Чартерс (родился 8 мая 1912 года в городе Норт-Бей, Онтарио, Канада — умер 17 июля 1995 года в городе Норт-Бей, Онтарио, Канада) — бывший канадский спринт каноист. Принимал участие в соревнованиях по гребле на байдарках и каноэ в 1930-х годах. Участник Олимпийских игр 1936 в Берлине.

## Спортивные достижения
В году 1936 году на  летних Олимпийских играх в Берлине завоевал серебряную медаль в дисциплине С-2 на дистанции 10000 метров и бронзовую медаль в дисциплине С-2 1000 метров. Партнёром Харвея Чатерса на соревнованиях был канадский спортсмен  Франк Сакер
Франк Сакер и Харви Чартерс выступали за яхт-клуб Toronto’s Balmy Beach Canoe Club в Торонто. Вдвоем они были первыми на канадском чемпионате в 1935 году.